# Angor (Bezirk)
Der Bezirk Angor (usbekisch Ангор тумани Angor tumani) ist ein Bezirk in der usbekischen Viloyat Surxondaryo. Die Hauptstadt ist die gleichnamige Siedlung städtischen Typs Angor. Der Bezirk ist 390 km2 groß und hat 134.700 Einwohner (Schätzung 2021).

## Gliederung
Der Bezirk ist in 7 Landgemeinden und 12 Siedlungen städtischen Typs untergliedert. Die Siedlungen städtischen Typs sind:
- Angor
- Tallimaron
- Xomkon
- Qorasuv
- Yangiobod
- Talloshqon
- Gilambob
- Zartepa
- Yangi turmush
- Angor (Bezirk Angor)
- Kayran
- Novshahar

Die 7 Landgemeinden sind:
- Navoiy
- Doʻstlik
- Tallimaron
- Qorasuv
- Istiqlol
- Zang
- Kayran